# 154 г. пр.н.е.
154 (сто петдесет и четвърта) година преди новата ера (пр.н.е.) е година от доюлианския (Помпилийски) римски календар.

## Събития

### В Римската република
- Консули са Квинт Опимий и Луций Постумий Албин. Цензори са Марк Валерий Месала и Гай Касий Лонгин.
- След смъртта на Албин, суфектконсул става Маний Ацилий Глабрион.[1]
- Цензорите започват строителството на първия постоянен театър в Рим, но поради намесата на консервативно настроения Публий Корнелий Сципион Назика Коркул, Сенатът нарежда разрушаването му преди строежа да е завършен.[2]
- Война на Рим с лузитаните и келтиберите.[1]

### В Азия
- Сключен е мир между Прусий II и Атал II.[1]
- Атал II и Ариарат V опустошават територията на град Приен, което предизвиква намесата на Рим.[1]
- Съюз на египетския фараон Птолемей VI, Атал и Ариарат срещу царя на Селевкидите Деметрий I Сотер.[1]

## Родени
- Луций Елий Стилон Преконин, римски филолог (умрял 74 г. пр.н.е.)
- Марк Порций Катон Салониан, син на Катон Стари

## Починали
- Тиберий Семпроний Гракх Стари, римски политик и баща на братята Гракхи (роден ок. 217 г. пр.н.е.)
- Луций Постумий Албин, консул през тази година